# Ana Ortiz
Pour les articles homonymes, voir Ortiz.
Ana Ortiz est une actrice américaine née le 25 janvier 1971 à New York.
Après de nombreuses apparitions à la télévision et des rôles réguliers dans des séries comme Kristin (2001), Adam Sullivan (2003), Over There (2005) et Boston Justice (2006), elle est révélée, au grand public, par son rôle d'Hilda Suarez dans la série télévisée comique Ugly Betty (2006-2010).
Elle s'installe sur le petit écran, en étant l'une des héroïnes de la série Devious Maids (2013-2016) et en jouant dans la comédie d'action Whiskey Cavalier (2019), puis dans la série dramatique Love, Victor (2020-2022).

## Biographie

### Jeunesse et formation
Ana Ortiz est la fille d'Angel Ortiz, un conseiller municipal portoricain de Philadelphie, le premier hispanique à avoir été élu dans cette ville. Sa mère, d'origine irlandaise, s'occupait d'enfants autistes. Dès son plus jeune âge, elle rêve de devenir ballerine. Elle étudie la danse classique pendant huit ans mais une grave blessure l'empêche de poursuivre son rêve. Elle se tourne alors vers la comédie et obtient un diplôme d'art à l'université.
Elle débute sur les planches et part en Europe, quelque temps, faire plusieurs tournées avec sa troupe de théâtre. Sur scène, elle interprétera quelques grands classiques comme Les Liaisons dangereuses et Hair. Grâce à ses nombreuses représentations, elle aura la chance d'être dirigée par le cinéaste américain oscarisé Philip Seymour Hoffman et de monter sur la scène mythique de Broadway. Elle est reconnue, en 1999, par le magazine Time Out New York comme l'une des 10 meilleures interprètes de l'année.

### Vie privée
Depuis 2004, Ana partage la vie du musicien, Noah Lebenzon. Après s’être fiancés en août 2006, ils se sont mariés le 9 juin 2007 à Rincón, à Porto Rico. Ensemble, ils ont eu deux enfants : une fille prénommée Paloma Louise Lebenzon (née le 27 juin 2009) et un garçon prénommé Rafael Lebenzon (né le 24 septembre 2011).
Elle s'engage dans la sensibilisation contre les violences domestiques. En effet, elle cite ses propres expériences comme moteur de cette implication. Investie dans une relation amoureuse, son conjoint s'était révélé physiquement abusif envers elle.

## Carrière

### Débuts et révélation

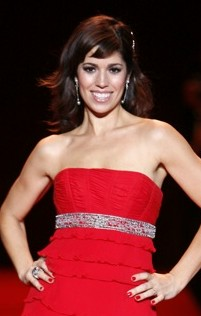
Ana Ortiz invitée pour le The Heart Truth Fashion Show de 2008.

Forte de son expérience acquise sur les planches, l'actrice entame sa carrière télévisuelle. En 1999, elle décroche des rôles mineurs dans le téléfilm Une famille déchirée (Dr. Quinn Medicine Woman : The Movie) et les séries Urgences et Commander in Chief, L'année d'après, elle apparaît dans un épisode de New York Police Blues, puis elle intègre la distribution régulière de la série du réseau NBC, Kristin, portée par l'actrice Kristin Chenoweth, interrompue prématurément en raisons des audiences insuffisantes.
L'actrice ne baisse pas les bras et continue sur sa lancée, on peut l'apercevoir dans : Tout le monde aime Raymond, la série créée par l'actrice oscarisée Whoopi Goldberg, La Vie avant tout, mais aussi Do Over et elle joue une nouvelle fois pour New York Police Blues.
En 2003, l'actrice fait confiance, une nouvelle fois, au réseau NBC et intègre la distribution principale de la série télévisée Adam Sullivan avec Scott Foley dans le rôle-titre. Nouvel échec, puisque la série est arrêtée après la diffusion de huit épisodes malgré des critiques encourageantes.
Peu farouche, l'actrice persévère et augmente sa visibilité grâce à ses apparitions aux programmes Greetings from Tucson, North Shore : Hôtel du Pacifique, Blind Justice et intègre la distribution de la première et unique saison de la série Over There qui suit le quotidien d'une unité de la troisième division d'infanterie de l'armée américaine dans sa première incursion en Irak, avant de décrocher un contrat de plusieurs épisodes pour la série Boston Justice qui fait les beaux jours du réseau ABC.
Et c'est finalement en 2006, qu'elle décroche le rôle qui lui permet d'accéder à la notoriété publique : elle incarne Hilda Suarez, la sœur de la célèbre Ugly Betty, adaptée d'une télénovela colombienne Yo soy Betty, la fea. Notamment produite par l'actrice Salma Hayek, la série suit le parcours d'une fille au physique peu conventionnel dans un prestigieux magazine de mode. C'est un véritable succès d'audiences, la série reçoit d'excellentes critiques et décroche plusieurs nominations et récompenses à de prestigieuses cérémonies. L'ensemble de la distribution est par exemple, nommé lors de la quinzième cérémonie des Screen Actors Guild Awards. Elle remporte, en 2008, l'ALMA Awards de la meilleure actrice de série télévisée dans un second rôle,.
En 2010, la série est arrêtée. Cette même année, elle apparaît dans le clip d'Enrique Iglesias et Juan Luis Guerra, Cuando Me Enamoro, elle y joue le rôle d'une principale dans un collège.
Parallèlement au tournage de la série, l'actrice continue d'être active au cinéma. En 2007, elle est à l'affiche de la comédie indépendante Tortilla Heaven. En 2008, elle partage l'affiche du téléfilm La Disparition de mon enfant, avec sa future collègue, Judy Reyes de Devious Maids. Une interprétation qui permet à Ana d'être citée au titre de meilleure actrice dans un second rôle, lors de la cérémonie des Imagen Awards, qu'elle a déjà gagné grâce à son rôle de sœur protectrice et authentique dans Ugly Betty.
En 2009, elle est à l'affiche de la comédie En cloque mais pas trop aux côtés de Lindsay Lohan. Par la suite, l'actrice enchaîne les apparitions et joue les guest star pour les séries : American Wives, Hung, Revenge.

### Confirmation télévisuelle et rôles réguliers

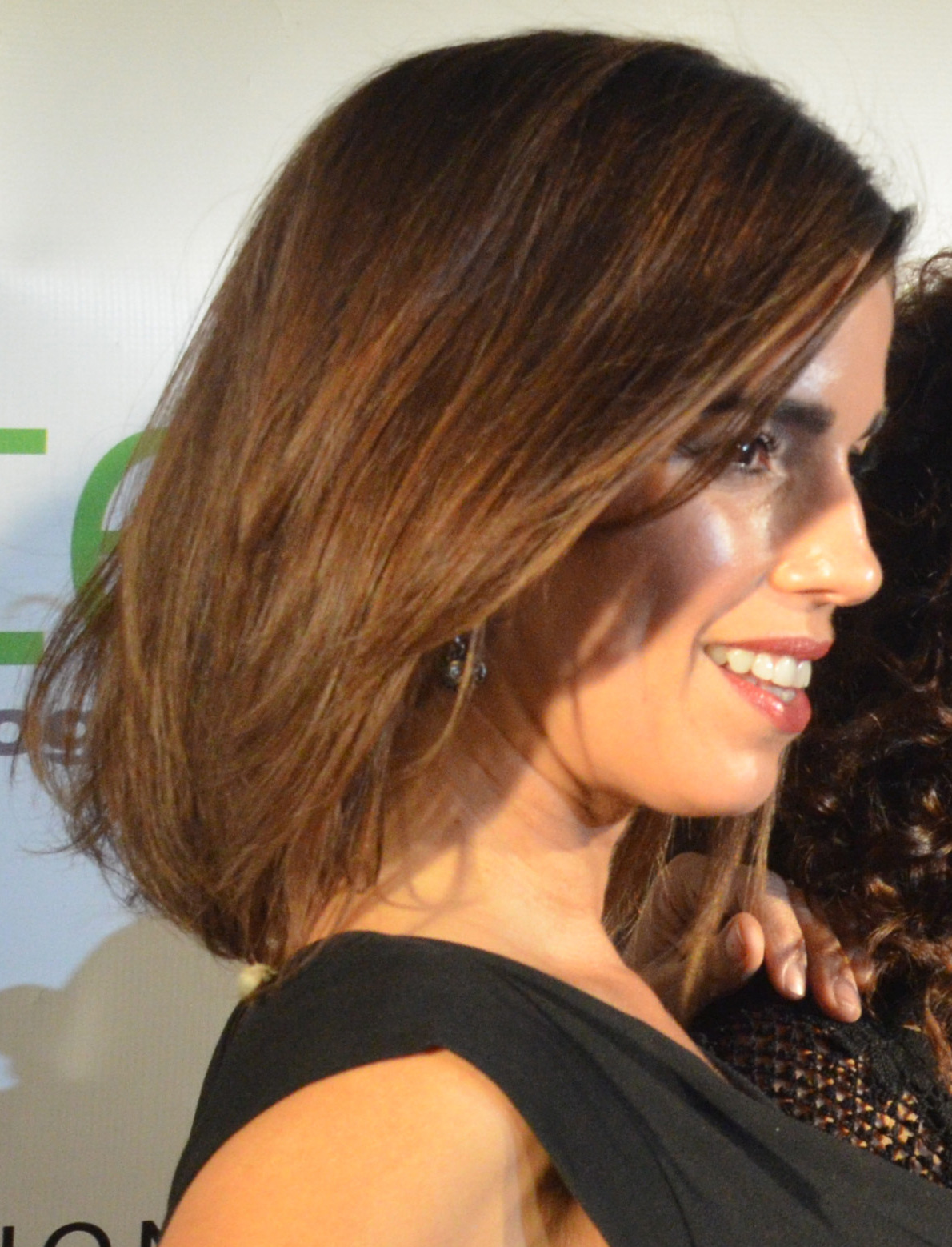
Ana Ortiz, en 2013, lors de la présentation de la distribution de la série Devious Maids aux médias.

En 2011, elle intègre le troisième volet des aventures de Big Mamma.
En 2013, elle obtient l'un des premiers rôles de Devious Maids, produit par Eva Longoria, il s'agit de la nouvelle création de Marc Cherry, devenu célèbre grâce à Desperate Housewives. Diffusée en France sur la chaîne M6, elle y incarne Marisol Suarez, au caractère bien trempé. Présentée, comme les autres, en tant que domestique, son personnage réserve finalement des surprises au public et ne cesse d'évoluer au fil des saisons.
Adaptée d'une telenovela mexicaine qui suit le quotidien de femmes de ménage d'origine latine, la série reçoit des critiques majoritairement positives et réalise de belles performances pour la chaîne. L'actrice remporte l'Imagen Awards de la meilleure actrice dans une série TV grâce à sa prestation. Elle est très fière de ce programme et estime qu'Hollywood fait de grand pas vers la diversité.
Au sujet de cette collaboration avec Eva Longoria et de cette mise en lumière de personnages latinos, Ana Ortiz déclarera :

« Elle croit vraiment en nous. Elle nous a défendues bec et ongles après les premières critiques venues de la communauté hispano, alors que le feuilleton n’avait même pas commencé. C’est une véritable amie, disponible chaque fois que c’est nécessaire. Elle nous motive et nous inspire. »

La série est finalement arrêtée en 2016.
L'actrice n'en oublie pas sa carrière au cinéma et joue la comédie pour le film Sleeping with the Fishes, qui lui permet d'être une nouvelle fois nommée aux Imagen Awards  qui récompense les représentations positives des latinos dans l'industrie du divertissement.
Entre 2014 et 2015, l'actrice multiplie les apparitions dans de nombreuses séries tels que : Murder, Les Griffin, Black-ish, Covert Affairs et Marry Me. Elle pose également pour la campagne NOH8.
En 2016, après un épisode de la série Royal Pains, elle s'amuse à doubler des personnages pour les besoins de deux séries télévisées d'animation Home: Adventures with Tip & Oh et Elena of Avalor. Une expérience qu'elle connaissait déjà puisqu'elle a déjà doublé pour des films d'animations comme Batman: Gotham Knight et Noah.
En 2017, après avoir participé à un épisode de la série policière et comique, Angie Tribeca, elle intègre la distribution principale de la prochaine série, produite par le réseau ABC, Charlie Foxtrot. Elle rejoint l'acteur Jason Biggs dans cette comédie qui raconte les histoires d'un dentiste devant garder un œil sur sa belle-sœur et ses deux enfants pendant que son frère est en Irak. Finalement, la chaîne rejette le projet. Le 9 août 2017, il est annoncé qu'elle rejoint la distribution de la sixième et dernière saison de la série The Mindy Project en tant que guest star. Elle incarne Mary Hernandez, une médecin qui aura affaire à l'un des protagonistes principaux.
Elle continue d'être active dans le domaine du doublage en rejoignant la large distribution du film d'animation Les Mondes de Ralph 2, qui sort en 2018 et rencontre un large succès au box-office, tout en obtenant d'excellentes critiques,. Elle est aussi à l'affiche du film dramatique d'horreur, Les Heures retrouvées, qui raconte les retrouvailles surnaturelles entre un couple et leur fils, décédé prématurément 10 ans plus tôt. Une production indépendante récompensée au Festival du film de Los Angeles.
Après le rejet de Charlie Foxtrot, ABC renouvelle néanmoins sa confiance envers l'actrice et l'engage pour tenir l'un des rôles principaux de sa nouvelle série mélangeant comédie et action, Whiskey Cavalier, dans laquelle elle donne la réplique à Scott Foley et Lauren Cohan,. Cependant, la série est arrêtée à l'issue de la première saison, faute d'audiences,,. Dans le même temps, elle est à l'affiche du drame indépendant présenté au Festival du film de Manchester, Princess of the Row.
Ensuite, elle retrouve America Ferrera afin de lui donner la réplique dans un épisode de la saison 4 de Superstore. Dans un même temps, elle décroche l'un des premiers rôles de l'adaptation télévisuelle du film à succès Love, Simon pour la plateforme Disney+,. Elle est la première à rejoindre Love, Victor dans le rôle d'Isabel, la mère du personnage principal. Le reboot est une libre adaptation qui met en avant un groupe de personnages, majoritairement hispaniques.

## Filmographie

### Cinéma

#### Longs métrages
- 1995 : Alerte Rouge (Condition Red) de Mika Kaurismäki : une prisonnière
- 2000 : King of the Korner de James Mathers : Isabel
- 2003 : Carolina de Marleen Gorris : Christen
- 2007 : Tortilla Heaven de Judy Hecht Dumontet : Chicana
- 2008 : Batman: Gotham Knight de Yasuhiro Aoki, Yuichiro Hayashi, Futoshi Higashide, Toshiyuki Kubooka, Hiroshi Morioka, Jong-Sik Nam et Shoujirou Nishimi : Anna Ramirez (voix)
- 2011 : Big Mamma : De père en fils (Big Mommas : Like Father, Like Son) de John Whitesell : Gail
- 2012 : Noah de Bill Boyce et John Stronach : Tier (voix)
- 2013 : Sleeping with the fishes de Nicole Gomez Fisher : Kayla Fish
- 2014 : Such Good People de Stewart Wade : Détective Diane Kershman
- 2016 : Trust Fund de Sandra L. Martin: Meredith
- 2016 : Love Is All You Need ? de Kim Rocco Shields : Susan Miller
- 2017 : Les Heures retrouvées (The Keeping Hours) de Karen Moncrieff : Janice
- 2018 : Ralph 2.0 de Phil Johnston et Rich Moore : Une mère (voix)
- 2019 : Princess of the Raw de Max Carlson : Magdalene Rodriguez

#### Courts métrages
- 2002 : Lehi's Wife de Wendy Hammond : Kelly
- 2008 : The Winged Man de Marya Mazor : Wanda
- 2011 : The Last Generation de B.I. Rosen : Une femme
- 2016 : #FoundingFathers d'Howard Grandison
- 2019 : Sophie's Quinceañera de Keith Powell : Alma

### Télévision

#### Séries télévisées
- 2000 / 2002 : New York Police Blues (NYPD Blue) : Maria Alvarez (1 épisode) / Luisa Lopez (1 épisode)
- 2001 : Kristin : Isabel (rôle principal, 12 épisodes)
- 2001 : Tout le monde aime Raymond (Everybody Loves Raymond) : Natasha (1 épisode)
- 2002 : Urgences (ER) : Laura Ruiz (1 épisode)
- 2002 : La Vie avant tout (Strong Medicine) : Elena Delgado (1 épisode)
- 2002 : Do Over : Mme Rice (1 épisode)
- 2003 : Adam Sullivan : Ana Rivera (rôle principal, 8 épisodes)
- 2003 : Greetings from Tucson : Angela (1 épisode)
- 2004 : North Shore : Hôtel du Pacifique (North Shore) : Ana Green (1 épisode)
- 2005 : Blind Justice : Letitia Barreras (1 épisode)
- 2005 : Over There : Anna (rôle récurrent, 7 épisodes)
- 2005 : Freddie : Gina (1 épisode)
- 2006 : Commander in Chief : Isabelle Rios (1 épisode)
- 2006 : Boston Justice : Holly Raines (saison 2, 4 épisodes)
- 2006 : Old Christine : Belinda (1 épisode)
- 2006 - 2010 : Ugly Betty : Hilda Suarez (rôle principal, 85 épisodes)
- 2010 : American Wives : Sandy (1 épisode)
- 2011 : Hung : Lydia (saison 3, 5 épisodes)
- 2013 : Revenge : Bizzy Preston (1 épisode)
- 2013 - 2016 : Devious Maids : Marisol Duare-Suarez (rôle principal, 49 épisodes)
- 2014 : How to Get Away with Murder : Paula Murphy (1 épisode)
- 2014 - 2017 : Les Griffin (Family Guy) : Cinammon (animation - voix originale, 2 épisodes)
- 2014 : Black-ish : Angelica (1 épisode)
- 2014 : Covert Affairs : Karen Coughlin (1 épisode)
- 2015 : Marry Me : Hailey (saison 1, 4 épisodes)
- 2016 : Royal Pains : Felicity (1 épisode)
- 2016 : En route : Les Aventures de Tif et Oh : Lucy Tucci (animation - voix originale, 13 épisodes)
- 2016 - 2019 : Elena d'Avalor (Elena of Avalor) : Rafa (animation - voix originale, 4 épisodes)
- 2017 : Angie Tribeca : Betty Cooker (1 épisode)
- 2017 : The Mindy Project : Dr Mary Hernandez (saison 6, 4 épisodes)
- 2019 : Whiskey Cavalier : Susan Sampson (rôle principal, 13 épisodes)
- 2019 : Superstore : Claudia (1 épisode)
- 2020 - 2022 : Love, Victor : Isabel Salazar (rôle principal)

#### Téléfilms
- 1999 : Une famille déchirée (Dr. Quinn Medicine Woman : The Movie) de James Keach : Femme enceinte
- 2002 : Le fils du Père Noël (Mr. St. Nick) de Craig Zisk : Lorena
- 2003 : Life on Parole de Jon Favreau : Loretta
- 2008 : La Disparition de mon enfant (Little Girl Lost : The Delimar Vera Story) de Paul A. Kaufman : Valerie Valleja
- 2009 : En cloque mais pas trop (Labor Pains) de Lara Shapiro : Donna
- 2010 : True Blue de Peter Horton : Maureen Minillo

### Clips
- 2010 : Cuando Me Enamoro (es) de Enrique Iglesias et Juan Luis Guerra

## Distinctions

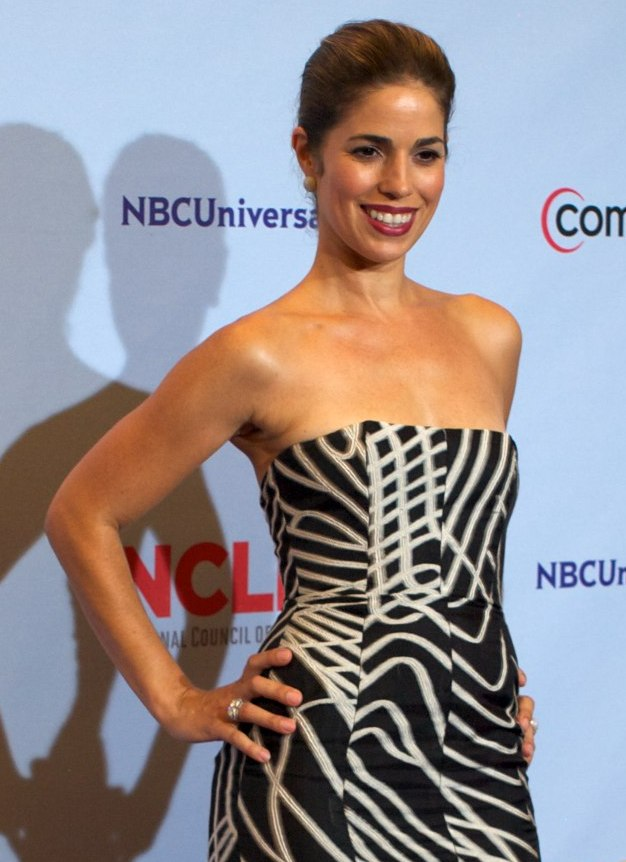
Ana Ortiz, à la cérémonie des ALMA Awards de 2012.

Sauf indication contraire, les informations mentionnées dans cette section peuvent être confirmées par la base de données cinématographiques IMDb,  présente dans la section « Liens externes ».

### Récompenses
- 2007 : Imagen Awards : Meilleure actrice de télévision dans un second rôle pour Ugly Betty
- 2007 : ALMA Awards : Meilleure actrice dans un second rôle dans une série télévisée pour Ugly Betty
- 2009 : Imagen Awards : Meilleure actrice de télévision dans un second rôle pour Ugly Betty
- 2014 : Imagen Awards : Meilleure actrice de télévision pour Devious Maids

### Nominations
- 2007 : Gold Derby Awards : Meilleure distribution de l'année pour Ugly Betty
- 2007 : 13e cérémonie des Screen Actors Guild Awards : meilleure distribution pour une série télévisée comique pour Ugly Betty
- 2008 : Imagen Awards : Meilleure actrice de télévision dans un second rôle pour Ugly Betty
- 2008 : 14e cérémonie des Screen Actors Guild Awards : meilleure distribution pour une série télévisée comique pour Ugly Betty
- 2009 : ALMA Awards : Meilleure actrice dans une série télévisée comique pour Ugly Betty
- 2009 : Imagen Awards : Meilleure actrice de télévision dans un second rôle pour La Disparition de mon enfant
- 2010 : NAACP Image Awards : Meilleure actrice dans un second rôle dans une série télévisée comique pour Ugly Betty
- 2014 : Imagen Awards : Meilleure actrice dans un second rôle pour Sleeping with the Fishes
- 2015 : Imagen Awards : Meilleure actrice de télévision pour Devious Maids